# Deroplia proxima
Deroplia proxima är en skalbaggsart som först beskrevs av Stefan von Breuning 1942.  Deroplia proxima ingår i släktet Deroplia och familjen långhorningar. Inga underarter finns listade i Catalogue of Life.